# ГЕС Kjøsnesfjorden
ГЕС Kjøsnesfjorden – гідроелектростанція на півдні Норвегії за сто десять кілометрів на південь від Алесунну. Використовує ресурс зі сточища річки Jolstra, яка протікає через велике озеро Jolstravatnet та впадає до Fordefjorden (сполучається з Норвезьким морем приблизно посередині між значно більшими Согне-фіордом та Nordfjorden).
Водозбірний басейн станції розташований на схід та південь від Kjosnesfjorden – східної частини озера Jolstravatnet. Тут вище по течії Jolstra створене водосховище Trollvatnet, котре має корисний об’єм у 32 млн м3, що забезпечується коливанням поверхні між позначками 968,4 та 1001,4 метра НРМ (в тому числі на 19,6 метра за рахунок здреновування нижче природного рівня). Сховище утримують дві кам’яно-накидні споруди із асфальтобетонним ядром. Безпосередньо річку перекрила гребля висотою 25 метрів, довжиною 360 метрів та шириною по гребеню 5 метрів, яка потребувала 100 тис м3 породи. Крім того, для закриття сідловини звели дамбу висотою 20 метрів, довжиною 110 метрів та шириною по гребеню 5 метрів, в яку уклали 40 тис м3 породи.
Окрім власного стоку, до сховища з північного сходу подається додатковий ресурс із тунелю довжиною біля 3,5 км, який прямує по-під краєм великого льодовика Jostedalsbreen та захоплює ресурс із чотирьох водозаборів на правобережжі Jolstra (в тому числі на Tongelva, котра дренує кілька невеликих озер).
Із Trollvatnet починається головний дериваційний тунель довжиною понад 4 км, який майже одразу після початку сполучений з водозабором на струмку, що дренує озеро Grytevatnet та впадає ліворуч до Jolstra дещо нижче від греблі водосховища. Тунель спершу прямує на захід, а потім завертає на північ у напрямку машинного залу, розташованого неподалік південного берегу озера Kjosnesfjorden. В місці завороту до нього приєднується західний водозбірний тунель довжиною біля 7 км, який прямує по-під краєм льодовика Grovabreen та сполучений із сімома водозаборами на стікаючих в озеро потоках (в тому числі з водозабором на річечці Sygnesandelva). Можливо відзначити, що в період з 15 квітня по 15 липня, коли відбувається наповнення спустошеного за зиму водосховища Trollvatnet, станція працює на ресурсі лише із західного водозбірного тунелю, що забезпечує третину від максимального проектного споживання води.
Основне обладнання станції становить одна турбіна типу Пелтон потужністю 84 МВт, яка використовує напір у 775 метрів та забезпечує виробництво 247 млн кВт-год електроенергії на рік.
Відпрацьована вода по відвідному тунелю транспортується до розташованого за 1 км Kjosnesfjorden.